# María Jordá Botella
María Jordá Botella foi uma mártir católica, morta durante a Guerra Civil Espanhola. Era a mais jovem do grupo que foi executado por suas demonstrações públicas de religiosidade, sendo beatificada pelo Papa João Paulo II em 11 de março de 2001.